# Anhydrophryne rattrayi
Anhydrophryne rattrayi är en groddjursart som beskrevs av Hewitt 1919. Anhydrophryne rattrayi ingår i släktet Anhydrophryne och familjen Pyxicephalidae. Inga underarter finns listade i Catalogue of Life.
Detta groddjur förekommer i en liten region i Östra Kapprovinsen i Sydafrika norr om staden Bhisho. Området ligger cirka 950 meter över havet. Arten lever i fuktiga skogar och på skogsgläntor som är täckta med gräs. Anhydrophryne rattrayi gömmer sig ofta i lövskiktet. Hannar skapar under parningstiden en grop med den kraftiga nosen. Honan lägger sedan 11 till 20 ägg. Äggen har en diameter av 2,5mm och de omslutas av en gulesäck. När äggen kläcks efter cirka fyra veckor är ungarna full utvecklade.
Beståndet hotas av intensivt skogsbruk, av bränder och av introducerade växter som förbrukar mer vatten. IUCN kategoriserar arten globalt som starkt hotad.